# NGC 3901
NGC 3901 é uma galáxia espiral (Sc) localizada na direcção da constelação de Camelopardalis. Possui uma declinação de +77° 22' 22" e uma ascensão recta de 11 horas, 42 minutos e 49,2 segundos.
A galáxia NGC 3901 foi descoberta em 2 de Abril de 1801 por William Herschel.